# Maomé III de Marrocos
Maomé III (em árabe: محمد الثالث; romaniz.: Muhammad III), nascido Maomé ibne Abedalá (em árabe: محمد بن عبد الله; romaniz.: Muḥammad ibn ʿAbd Allāh), foi mulei (em árabe: مولاي; romaniz.: mulay) e sultão do Marrocos de 1757 a 1790. Em seu tempo, houve relativa estabilidade interna, que só foi comprometida com as constantes disputas com tribos rebeldes e sua tendência em apoiar líderes sufitas.